# Steve Wozniak
Stephan Gary „Steve” Wozniak (ur. 11 sierpnia 1950 w San Jose) – amerykański inżynier i wynalazca polskiego pochodzenia. Projektant i konstruktor komputerów Apple I oraz Apple II, uważanych za jedne z najwcześniejszych komputerów osobistych w historii. Jeden z trzech założycieli przedsiębiorstwa informatycznego Apple Computer.

## Życiorys
Jego rodzice to Margaret Elaine Kern i Jacob Francis „Jerry” Wozniak. Francis wyemigrował z terenów Polski w wieku 7 lat do USA. Natomiast pradziadek Steve'a urodził się w XIX wieku na ziemiach polskich.
Swój pierwszy komputer zbudował, gdy miał 14 lat. W latach 1973–1976 pracował w Hewlett-Packard. W 1976 roku założył wraz ze Steve’em Jobsem oraz Ronaldem Wayne’em przedsiębiorstwo Apple. Zaprojektował od podstaw pierwszy komputer przedsiębiorstwa Apple o nazwie Apple I. W Apple II napisał interpreter języka Basic. Jego różnorodne innowacje stworzyły podstawę pod początkowy sukces przedsiębiorstwa.
Odszedł de facto z Apple w 1985 roku, sprzedając wkrótce większość swych akcji. W tym samym roku został odznaczony przez prezydenta Stanów Zjednoczonych nagrodą National Medal of Technology. W 1986 roku ukończył studia na Uniwersytecie Kalifornijskim w Berkeley, jednym z czołowych uniwersytetów na świecie, uzyskując tytuł bachelor’s degree w elektrotechnice i informatyce.
W 2009 roku wziął udział w programie Dancing with the Stars. Jego partnerką w tańcu była Karina Smirnoff. Zajęli 10. miejsce na 13 możliwych.

## Odznaczenia i wyróżnienia

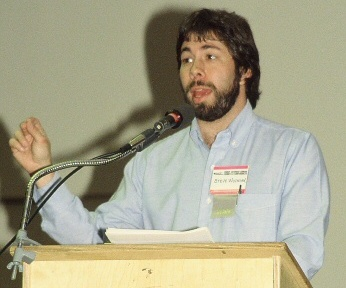
Steve Wozniak (1983)

Uzyskał tytuły doktora honoris causa na uczelniach:
- 1989: Uniwersytet stanowy Kolorado w Boulder
- 2004: Uniwersytet stanowy Karoliny Północnej[5]
- 2005: Kettering University
- 2005: Nova Southeastern University
- 2008: ESPOL University w Ecuador
- 2011: Uniwersytet stanowy Michigan
- 2011: Concordia University w Montrealu, Kanada
- 2011: State Engineering University of Armenia
- 2012: Santa Clara University

## W popkulturze
Historia Wozniaka została przedstawiona w filmach:
- Piraci z Krzemowej Doliny (1999) w jego rolę wcielił się Joey Slotnick[6].
- Jobs (2013) w jego rolę wcielił się Josh Gad[7]
- Steve Jobs (2015) w jego rolę wcielił się Seth Rogen[8].
- Wystąpił gościnnie w "Teorii Wielkiego Podrywu" - grając siebie.

## Hobby
Wozniak był krótkofalowcem. W 1960 roku uzyskał pozwolenie „Novice Class” znak wywoławczy WV6VLY, później posługiwał się znakiem WA6BND. Nie odnowił swojej licencji i znaki wywoławcze należą do kogoś innego.